# Station Greifenburg-Weissensee
Station Greifenburg-Weissensee is een spoorwegstation aan de Drautalspoorlijn op de grens van de gemeenten Greifenburg en Weissensee (Oostenrijk-Karinthië).